# Donskoe
Donskoe (in russo Донское?) è un villaggio della Russia europea meridionale, situato nel Territorio di Stavropol'; è il centro amministrativo del distretto Trunovskij.
Si trova 44 km a nord di Stavropol'.